# 井波城
井波城（いなみじょう）は、富山県南砺市井波に在った日本の城。礪波城、瑞泉寺城ともいう。南砺市指定史跡。とやま城郭カードNo.48。

## 規模
八乙女山の裾（標高143メートル）に築かれた平山城。本願寺勢力下の瑞泉寺（市指定史跡）によって建てられた城郭伽藍で、城域は東西250メートル、南北230メートル。三つの曲輪を有し、中央部には枡形虎口が残る。北側を除く三方は巨大な土塁で囲まれており、その上には要所ごとに櫓台が建てられていた。南北には幅20メートルにも及ぶ広大な堀があったことが確認されている。

## 歴史
- 明徳元年（1390年）、本願寺5世綽如によって瑞泉寺創建。
- 文明13年（1481年）2月、礪波郡に勢力を誇った越中国福光城主石黒光義が医王山惣海寺と組んで瑞泉寺らと戦うが敗退（田屋川原の戦い）。これによって石黒氏は力を失い、それに代わって瑞泉寺率いる一向一揆勢の影響力が強まった。
- 文明16年（1484年）頃、瑞泉寺3代蓮乗（本願寺8世蓮如の次男）が周辺の武士団に対する防衛手段として寺を城塞化した。が、この時蓮乗は加賀国二俣本泉寺にて病床にあり、実際は後の4代蓮欽の指揮によるものと思われる。
- 永禄年間（1558年 - 1569年）、瑞泉寺6代証心が上杉謙信と争う。
- 天正3年（1575年）、謙信と和睦。この頃には三百七十寺を擁し、礪波郡南部を実質的に支配していた。井波の町も大いに栄え「町屋三千軒」と称されたという。
- 天正5年（1577年）、『上杉家家中名字尽』に瑞泉寺の名が見える。
- 天正7年（1579年）、瑞泉寺7代顕秀の時、織田信長揮下の佐々成政に攻められて落城。城下も焼亡した。敗れた一揆勢は五箇山へと逃れた。成政は配下の前野勝長を配置してこれを守らせた。この頃に大改修が施されているが、阿弥陀堂跡が本丸となり、祖師堂跡が二の丸、太鼓堂跡が三の丸になったと伝えられている。三方を囲む土塁もこの頃に作られたという。
- 天正13年（1585年）、富山の役。成政は兵力を集中させる策を採ったため、勝長は戦前に井波城を出て成政の本城である越中国富山城へと退いた。ちなみに勝長は富山城で戦死したという。成政が降伏した後には前田家の管理下に置かれるもこの時点で既に城としての戦略的価値は無くなっており、時を置かずして廃城となったと思われる。

## 現在
1955年（昭和30年）7月に市の史跡に指定された。
町の中にあるために破壊された箇所も確認されてはいるが、保存状態は良好である。特に三方を囲む土塁は一見の価値が有る。
本丸跡には井波八幡宮、二の丸跡は古城公園、三の丸跡は井波八幡宮宮司の私邸となっている。古城公園内には井波町招魂社、金城寺（高野山真言宗）がある。
また本丸跡には瑞泉寺の名前のもとになった綽如ゆかりの臼浪水（きゅうろうすい）があり（市指定史跡）、当時は城の井戸水として使用されていたという。
この他にも樹齢500年を超すともいわれている松島大杉（市指定天然記念物）など見所は多い。
なお、井波八幡宮の南に在る櫓の様な建物は後世に建てられた井波の蚕堂（市指定有形文化財）である。石碑、案内板が建てられている。